# Eto ja
Eto ja (ros. Это я) — ósmy studyjny album rosyjskiego piosenkarza Siergieja Łazariewa wydany 29 listopada 2019 roku przez Sony Music Russia.

## Lista utworów
Sporządzono na podstawie materiału źródłowego
| Nr. | Lista utworów                                                       | Długość |
| --- | ------------------------------------------------------------------- | ------- |
| 1   | Эти чувства - вода (Eti czuwstwa – woda)                            | 3:11    |
| 2   | Лабиринт (Labirint)                                                 | 3:26    |
| 3   | Холодный ноябрь (Holodnyj nojabr)                                   | 3:30    |
| 4   | Это я (Eto ja)                                                      | 3:55    |
| 5   | Снег в океане (Snieg w okeanie)                                     | 3:46    |
| 6   | Кислород (Kislorod)                                                 | 3:24    |
| 7   | Бонни и Клайд (Bonni i Klajd)                                       | 3:26    |
| 8   | Динамит (Dinamit)                                                   | 3:28    |
| 9   | Кто я тебе?                                                         | 3:46    |
| 10  | Мое продолжение - сыну (Moje prodolżenije – synu)                   | 3:31    |
| 11  | Так красиво (Orchestral version) (Tak krasivo (Orchestral version)) | 3:56    |